# Nguyên soái
Nguyên soái, hay Thống chế, là danh xưng Việt ngữ dành chỉ quân hàm sĩ quan cao cấp nhất trong quân đội của một số quốc gia. Trong nhiều trường hợp, cấp bậc này được xem là tương đương với quân hàm Thống tướng trong quân đội của một số quốc gia theo hệ thống cấp bậc quân sự Mỹ, dù nguyên nghĩa của chúng không thực sự đồng nhất. Thông thường, quân hàm Nguyên soái, Thống chế và Thống tướng đều được xếp trên quân hàm Đại tướng (4 sao), nên còn được gọi là Tướng 5 sao.

## Một số cấp bậc "nguyên soái" trong lịch sử

Maréchal de France Thống chế Pháp
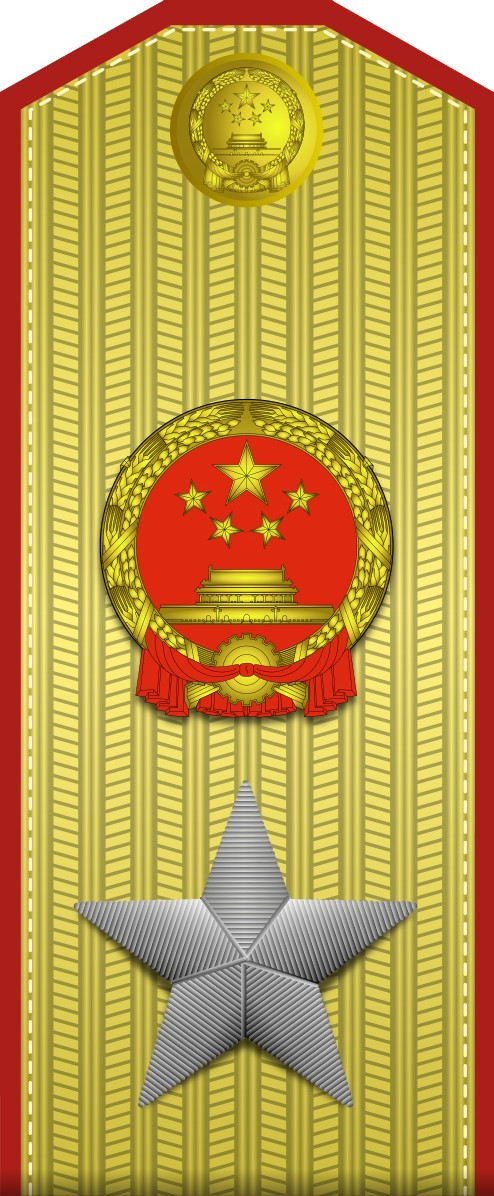
中华人民共和国元帅 Nguyên soái Trung Quốc

Маршал Советского Союза Nguyên soái Liên Xô
Маршал Российской Федерации Nguyên soái Nga